# San Piero a Sieve
San Piero a Sieve – miejscowość i gmina we Włoszech, w regionie Toskania, w prowincji Florencja (rejon Mugello).
Według danych na rok 2004 gminę zamieszkiwało 3758 osób, 104,4 os./km².
1 stycznia 2014 gmina została zlikwidowana.

## Bibliografia

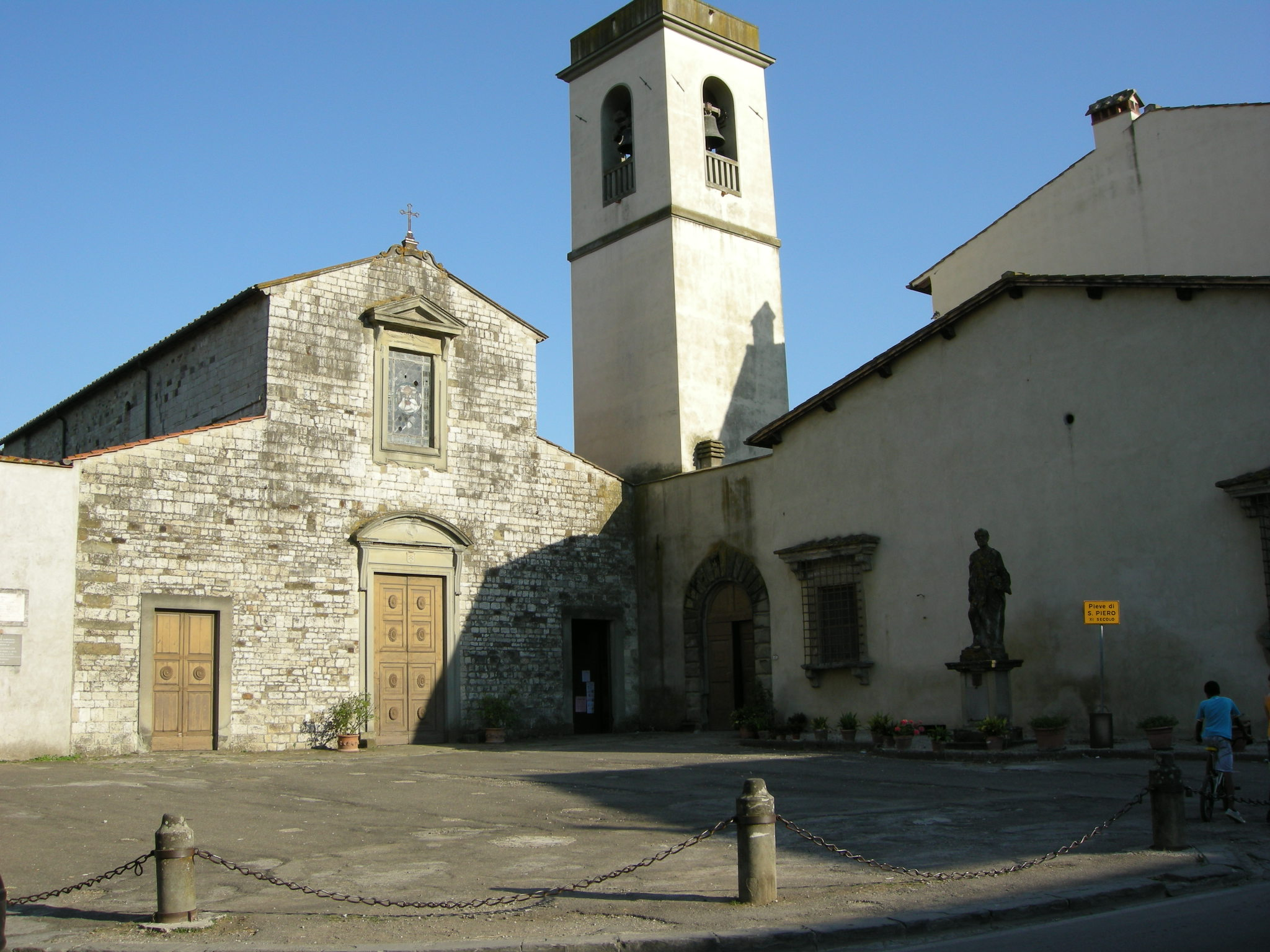
Kościół Św. Piotra

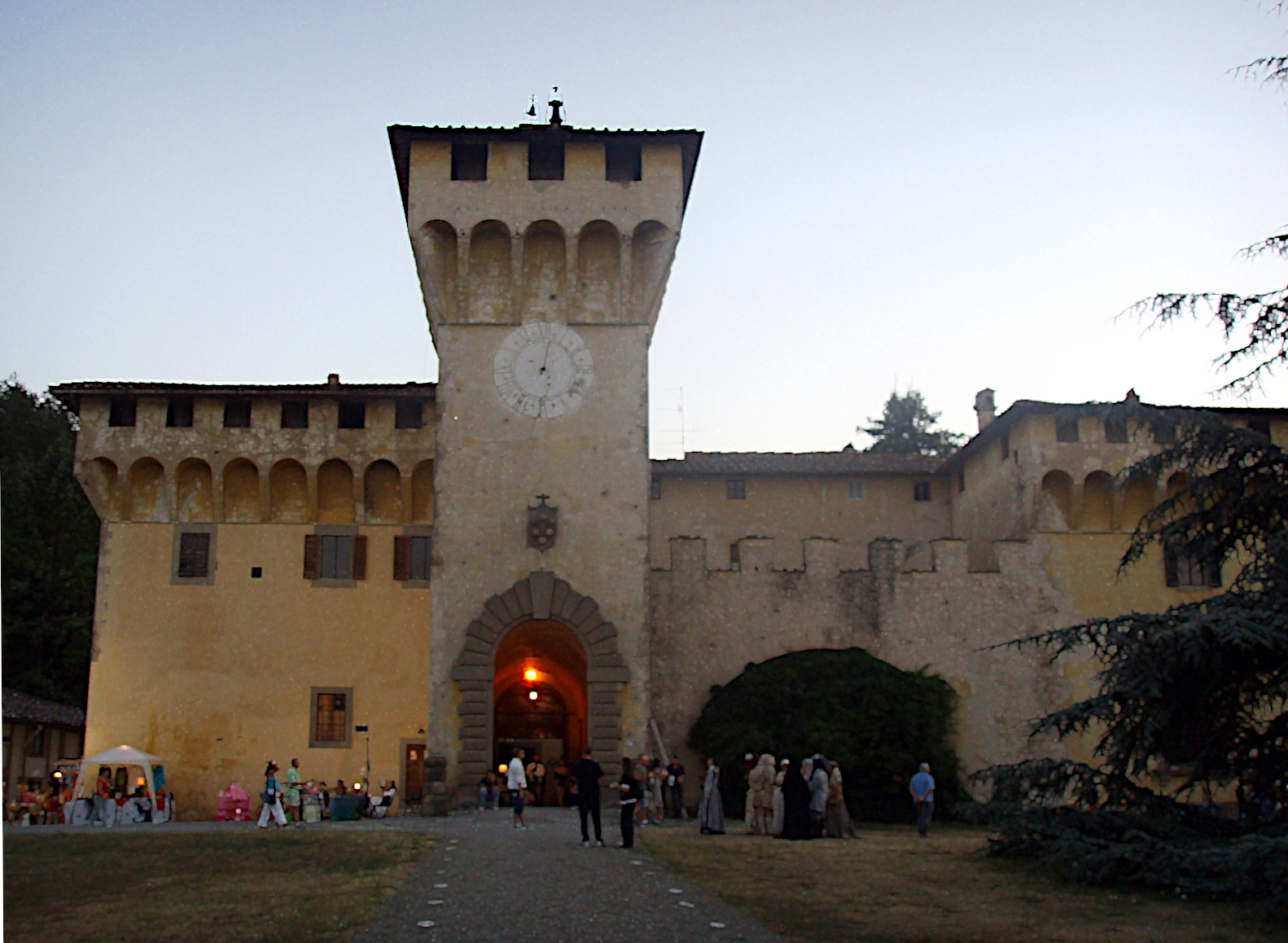
Willa Medyceuszy